# Normalización lingüística
La normalización lingüística o planificación lingüística es un tipo de política lingüística, encaminado al uso generalizado de alguna lengua en un determinado contexto. Como política es un proceso deliberado para influir sobre el comportamiento de otros con respecto a la adquisición, estructura, o funcionalidad de una lengua.
Suele incluir el desarrollo y reacción a situaciones en la que una lengua (generalmente no cultivada) accede a ámbitos de uso lingüístico hasta entonces reservados a otra lengua. Para este proceso es imprescindible una acción de tipo político.

## Definición y ejemplos
Según estableció Lluís V. Aracil en 1965, el conflicto lingüístico fruto de una situación de contacto de lenguas se puede entender como un círculo funcional en el que actúan dos corrientes recíprocas comparables a los lazos o circuitos retroactivos (feedback loops) de un sistema cibernético. 
En general, se reserva este término para las lenguas minoritarias; pero en un sentido amplio muchas lenguas transnacionales han pasado por un proceso de este tipo frente al latín, por ejemplo.
Por otro lado, en Quebec la normalización (aménagement linguistique) afectaba a dos lenguas muy extendidas y desarrolladas: al francés y al inglés.
Este proceso comprende dos fases (en el caso de lenguas no cultivadas): la normativización y la extensión social.

## Extensión social
Corresponde a lo que normalmente se entiende por Normalización lingüística. A pesar de que la observación de la vida de las lenguas proporciona abundantes ejemplos de la desaparición de las mismas como consecuencia de su sustitución por otras, no es menos cierto que ha habido casos en los que la intervención decidida de los poderes públicos y la toma de conciencia social han conseguido frenar la extinción de una lengua. En estos casos se ha impulsado la normalización del idioma minorizado; el poder político ha puesto en marcha el proceso sociocultural con la finalidad de restablecer el uso social del idioma amenazado. 
Durante el siglo XX se han normalizado lenguas como el finés, el noruego, el hebreo, el húngaro, el checo, etc.

## Situación en España
La aprobación de leyes de normalización lingüística por diversos parlamentos autonómicos a partir de la Constitución española de 1978 ha consolidado el carácter oficial de este concepto.
Se ha generalizado la discriminación positiva para las lenguas autonómicas, llegando en muchos casos a chocar la convivencia con el español.
Algunos de los puntos que generan quejas respecto a la posible discriminación del español en Cataluña son:
- La Ley 1/1998, de 7 de enero, de política lingüística, que obliga a rotular al menos en catalán.

- En Cataluña (véase idioma catalán, Oficina de Garantías Lingüísticas e Instituto de Estudios Catalanes).
- En Valencia (véase idioma valenciano, Academia Valenciana de la Lengua, conflicto lingüístico valenciano y predominio lingüístico).
- En Baleares (véanse los artículos anteriores y balear, mallorquín, menorquín y catalán-valenciano-balear).
- En Galicia (véase idioma gallego, Real Academia Gallega).
- En el País Vasco (véase euskera, Real Academia de la Lengua Vasca, Certificado Bai Euskarari y ETB 1).
- Plan de Normalización Social del Asturiano 2005-2007.

## Planificación lingüística internacional
Los proyectos de planificación lingüística pueden llevarse a cabo también a nivel internacional. La ciencia que se ocupa de estos proyectos recibe el nombre de interlingüística. 
Este término hace referencia a la creación y promoción de lenguas auxiliares construidas, diseñadas específicamente para la comunicación internacional, como el esperanto.